# تیم آ
«تیم آ» (انگلیسی: The A-Team (film)) فیلمی در ژانر اکشن و مهیج به کارگردانی جو کارنهان است که در سال ۲۰۱۰ منتشر شد.

## بازیگران
- لیام نیسون
- بردلی کوپر
- شارلتو کوپلی
- جسیکا بیل
- پاتریک ویلسون
- برایان بلوم
- درک بندیکت
- دوایت شولتز
- هنری چرنی
- جان هم
- کوئینتون جکسون
- تام باتلر